# Niedźwiedzia Góra (województwo lubelskie)
Niedźwiedzia Góra – wieś w Polsce położona w województwie lubelskim, w powiecie tomaszowskim, w gminie Tyszowce.
| SIMC    | Nazwa                     | Rodzaj    |
| ------- | ------------------------- | --------- |
| 0903535 | Kolonia Niedźwiedzia Góra | część wsi |

W latach 1975–1998 miejscowość administracyjnie należała do województwa zamojskiego.
Wieś stanowi sołectwo gminy Tyszowce. Według Narodowego Spisu Powszechnego z roku 2011 wieś liczyła 61 mieszkańców.
Wierni Kościoła rzymskokatolickiego należą do parafii św. Michała Archanioła w Zubowicach.